# Rhododendron berkiposzáta
A rhododendron berkiposzáta (Cettia major) a verébalakúak (Passeriformes) rendjébe, ezen belül a Cettiidae családba és a Cettia nembe tartozó faj. 13 centiméter hosszú. Bhután, India, Kína, Mianmar és Nepál erdőiben él. Kis gerinctelenekkel táplálkozik.

## Alfajai
- C. m. major (Horsfield & Moore, 1854) – Himalája (észak-Indiától dél-Kínáig), közép-Kína;
- C. m. vafra (Koelz, 1954) – északkelet-India.

## Fordítás
- Ez a szócikk részben vagy egészben  a   Chestnut-crowned bush warbler című angol Wikipédia-szócikk fordításán alapul.  Az eredeti cikk szerkesztőit annak laptörténete sorolja fel. Ez a jelzés csupán a megfogalmazás eredetét és a szerzői jogokat jelzi, nem szolgál a cikkben szereplő információk forrásmegjelöléseként.